# Phytomyza hyperborea
Phytomyza hyperborea är en tvåvingeart som beskrevs av Griffiths 1972. Phytomyza hyperborea ingår i släktet Phytomyza och familjen minerarflugor.
Artens utbredningsområde är Alaska. Inga underarter finns listade i Catalogue of Life.